# Jarosławscy herbu Leliwa
Jarosławscy herbu Leliwa – polski ród magnacki, odgałęzienie Tarnowskich tegoż herbu, którego pierwszym przedstawicielem był Spytek I Jarosławski, tytułujący się z Tarnowa i Jarosławia, którego ojcem był Jan z Tarnowa; właściciele znacznych dóbr w Małopolsce. Nazwisko wywodzi się od Jarosławia – siedziby rodu.

## Przedstawiciele
- Anna Pilecka z Jarosławskich
- Anna ze Sprowy Jarosławska
- Barbara Jarosławska
- Beata Jarosławska
- Hieronim Jarosławski
- Jadwiga Jarosławska z Leżajska
- Jadwiga Jarosławska
- Jan Jarosławski
- Jan Jarosławski z Przeworska i Zgłobienia
- Magdalena Pilecka z Jarosławskich
- Katarzyna Jarosławska - przypuszczalne imię
- Rafał Jakub Jarosławski
- Rafał Jarosławski
- Rafał Jarosławski (starosta lwowski)
- Rafał z Jarosławia
- Spytek III Jarosławski
- Spytek II Jarosławski
- Spytek I Jarosławski

## Jan z Tarnowa i jego dzieci
| Rodzice założyciela linii           | Jan z Tarnowa, Tarnowski kaszt, sand. 1377–1385. marsz. wielki. 1379, woj. sand., 1385–1401, st. ruski 1387–1393, woj. krak. 1401–1406, kaszt, i st. krak. 1406, †1409, ∞ przed 1377 Katarzyna, † po 1392 | Jan z Tarnowa, Tarnowski kaszt, sand. 1377–1385. marsz. wielki. 1379, woj. sand., 1385–1401, st. ruski 1387–1393, woj. krak. 1401–1406, kaszt, i st. krak. 1406, †1409, ∞ przed 1377 Katarzyna, † po 1392                        | Jan z Tarnowa, Tarnowski kaszt, sand. 1377–1385. marsz. wielki. 1379, woj. sand., 1385–1401, st. ruski 1387–1393, woj. krak. 1401–1406, kaszt, i st. krak. 1406, †1409, ∞ przed 1377 Katarzyna, † po 1392 | Jan z Tarnowa, Tarnowski kaszt, sand. 1377–1385. marsz. wielki. 1379, woj. sand., 1385–1401, st. ruski 1387–1393, woj. krak. 1401–1406, kaszt, i st. krak. 1406, †1409, ∞ przed 1377 Katarzyna, † po 1392 |
| I pokolenie – dzieci Jana z Tarnowa | Jan Tarnowski ur.1367, dziekan krak. 1398-1408, woj. krak. ok. 1409-1410, † ok. 1432 lub 1433 ∞ przed 1420 Elżbieta ze Szternberka, † zap. 1441-1448                                                      | Spytek I Jarosławski z Tarnowa, Jarosławia ur. 1367, st. ruski ok. 1421-1425, woj. sand. 1433, † 1434 lub 1435, ∞ 1° przed 1408 Wichna, c. Sędziwoja, woj. kaliskiego, † zap. przed 1409, 2° Sądochna ze Zgłobienia, † 1453-1464 | Rafał z Tarnowa ur. 1370, † przed 1415 ∞ Zofia, † przed 1430 | Dorota ∞ przed 1418, Marcin z Rytwian, woj. łęczycki, † 1428 |

## Spytek I Jarosławski (wnuk Jana z Tarnowa) i jego dzieci z Sądochną ze Zgłobienia
| I pokolenie Jarosławskich  | Spytek I Jarosławski z Tarnowa, Jarosławia st. ruski ok. 1421-1425, woj. sand. 1433, † 1434 lub 1435, ∞ 1° przed 1408 Wichna, c. Sędziwoja, woj. kaliskiego, † zap. przed 1409, 2° Sądochna ze Zgłobienia, † 1453-1464 | Spytek I Jarosławski z Tarnowa, Jarosławia st. ruski ok. 1421-1425, woj. sand. 1433, † 1434 lub 1435, ∞ 1° przed 1408 Wichna, c. Sędziwoja, woj. kaliskiego, † zap. przed 1409, 2° Sądochna ze Zgłobienia, † 1453-1464 | Spytek I Jarosławski z Tarnowa, Jarosławia st. ruski ok. 1421-1425, woj. sand. 1433, † 1434 lub 1435, ∞ 1° przed 1408 Wichna, c. Sędziwoja, woj. kaliskiego, † zap. przed 1409, 2° Sądochna ze Zgłobienia, † 1453-1464 | Spytek I Jarosławski z Tarnowa, Jarosławia st. ruski ok. 1421-1425, woj. sand. 1433, † 1434 lub 1435, ∞ 1° przed 1408 Wichna, c. Sędziwoja, woj. kaliskiego, † zap. przed 1409, 2° Sądochna ze Zgłobienia, † 1453-1464 | Spytek I Jarosławski z Tarnowa, Jarosławia st. ruski ok. 1421-1425, woj. sand. 1433, † 1434 lub 1435, ∞ 1° przed 1408 Wichna, c. Sędziwoja, woj. kaliskiego, † zap. przed 1409, 2° Sądochna ze Zgłobienia, † 1453-1464 |
| II pokolenie Jarosławskich | Rafał I Jarosławski tyt. się z Tarnowa, Jarosławia dworz. król. 1437, kaszt. wojnicki ok. 1438 lub 1439 r., st. lwowski 1440, † 1441, ∞ zap. 1425-1428 Anna, c. Dobrogosta z Szamotuł, kaszt, poznańskiego, †1460      | Jan Jarosławski tyt. się z Tarnowa, Jarosławia, dworz. król. † 1441 lub 1442 | Spytek II Jarosławski z Tarnowa, Jarosławia dworz. król., st. Lwowski ok. 1441-1443 r., † zap. 1444, (w bitwie pod Warną)                                                                                              | Jadwiga Jarosławska z Leżajska † 1464-1479, ∞ 1453-1462, Ramsz z Wlk. Cieszanina, domownik Sądochny ze Zgłobienia, matki Jadwigi                                                                                       | córka nieznanego imienia ur. po 1427, ∞ przed 1443, Piotr z Czerwonego Kościoła, pisarz grodzki lwowski |

## Rafał z Tarnowa, Jarosławia (prawnuk Jana z Tarnowa) i jego dzieci z Anną z Szamotuł
| II pokolenie Jarosławskich  | Rafał I Jarosławski tyt. się Rafał z Tarnowa, Jarosławia dworz. król. 1437, kaszt. wojnicki ok. 1438 lub 1439 r., st. lwowski 1440, † 1441, ∞ zap. 1425-1428 Anna, c. Dobrogosta z Szamotuł, kaszt, poznańskiego, †1460                       | Rafał I Jarosławski tyt. się Rafał z Tarnowa, Jarosławia dworz. król. 1437, kaszt. wojnicki ok. 1438 lub 1439 r., st. lwowski 1440, † 1441, ∞ zap. 1425-1428 Anna, c. Dobrogosta z Szamotuł, kaszt, poznańskiego, †1460 | Rafał I Jarosławski tyt. się Rafał z Tarnowa, Jarosławia dworz. król. 1437, kaszt. wojnicki ok. 1438 lub 1439 r., st. lwowski 1440, † 1441, ∞ zap. 1425-1428 Anna, c. Dobrogosta z Szamotuł, kaszt, poznańskiego, †1460            | Rafał I Jarosławski tyt. się Rafał z Tarnowa, Jarosławia dworz. król. 1437, kaszt. wojnicki ok. 1438 lub 1439 r., st. lwowski 1440, † 1441, ∞ zap. 1425-1428 Anna, c. Dobrogosta z Szamotuł, kaszt, poznańskiego, †1460 |
| III pokolenie Jarosławskich | Jan Jarosławski z Przeworska i Zgłobienia tyt. się Jan z Tarnowa, Jarosławia, Przeworska, Zgłobienia, Zgłobieński † po 1474-1481, ∞ ok. 1454 Katarzyna, c. Piotra z Wyszmontowa h. Janina, sędziego ziemskiego sand. i marsz, dworu kr. Zofii | Spytek III Jarosławski z Jarosławia, Jarosławski podkom. przemyski ok. 1464/1465-1472/1473, woj. bełski 1472, ruski 1474, st. lwowski 1478/1479-1495, woj. sand. 1479, krak. ok. 1490/1491, kaszt. krak. 1501, wojski krak., namiestnik Królestwa Polskiego 1506, † 1519, ∞ zap. przed 1481 Jadwiga z Warzyszyna, † po 1521 | Rafał II Jarosławski st. lwowski 1465-1478, podkom. przemyski 1472-1477, marsz. wlk. 1477-1492, kaszt. sand. 1485-1492, woj. sand.1492, † 1492; ∞ przed 1472 Elżbieta, c. Piotra z Komorowa, hr. Liptowskiego i orawskiego, † 1496 | Beata Jarosławska † przed 1481, ∞ przed 1465 Jerzy z Humnisk, kaszt. sanocki, † 1481-1485 |

| III Pokolenie Jarosławskich | Jan Jarosławski z Przeworska i Zgłobienia tyt. się Jan z Tarnowa, Jarosławia, Przeworska, Zgłobienia, Zgłobieński † po 1474-1481, ∞ ok. 1454 Katarzyna, c. Piotra z Wyszmontowa h. Janina, sędziego ziemskiego sand. i marsz, dworu kr. Zofii | Jan Jarosławski z Przeworska i Zgłobienia tyt. się Jan z Tarnowa, Jarosławia, Przeworska, Zgłobienia, Zgłobieński † po 1474-1481, ∞ ok. 1454 Katarzyna, c. Piotra z Wyszmontowa h. Janina, sędziego ziemskiego sand. i marsz, dworu kr. Zofii | Spytek III Jarosławski z Jarosławia, Jarosławski podkom. przemyski ok. 1464/1465-1472/1473, woj. bełski 1472, ruski 1474, st. lwowski 1478/1479-1495, woj. sand. 1479, krak. ok. 1490/1491, kaszt. krak. 1501, wojski krak., namiestnik Królestwa Polskiego 1506, † 1519, ∞ zap. przed 1481 Jadwiga z Warzyszyna, † po 1521 | Spytek III Jarosławski z Jarosławia, Jarosławski podkom. przemyski ok. 1464/1465-1472/1473, woj. bełski 1472, ruski 1474, st. lwowski 1478/1479-1495, woj. sand. 1479, krak. ok. 1490/1491, kaszt. krak. 1501, wojski krak., namiestnik Królestwa Polskiego 1506, † 1519, ∞ zap. przed 1481 Jadwiga z Warzyszyna, † po 1521 | Rafał II Jarosławski st. lwowski 1465-1478, podkom. przemyski 1472-1477, marsz. wlk. 1477-1492, kaszt. sand. 1485-1492, woj. sand.1492, † 1492; ∞ przed 1472 Elżbieta, c. Piotra z Komorowa, hr. Liptowskiego i orawskiego, † 1496 | Rafał II Jarosławski st. lwowski 1465-1478, podkom. przemyski 1472-1477, marsz. wlk. 1477-1492, kaszt. sand. 1485-1492, woj. sand.1492, † 1492; ∞ przed 1472 Elżbieta, c. Piotra z Komorowa, hr. Liptowskiego i orawskiego, † 1496 | Rafał II Jarosławski st. lwowski 1465-1478, podkom. przemyski 1472-1477, marsz. wlk. 1477-1492, kaszt. sand. 1485-1492, woj. sand.1492, † 1492; ∞ przed 1472 Elżbieta, c. Piotra z Komorowa, hr. Liptowskiego i orawskiego, † 1496 |
| IV Pokolenie Jarosławskich  | Rafał z Jarosławia student Uniwersytetu Krakowskiego 1475, † po 1484 | Jadwiga z Jarosławia † po 1482; ∞ przed 1482 Jan Świętopełk z Zawady i Bolestraszyc | Magdalena z Jarosławia † 1538-1541; ∞ przed 1502 Mikołaj z Pilczy, woj. bełski, st. krasnostawski, † 1527 | Anna z Jarosławia † zap. po 1525; ∞ l. przed 1505 Jan Odrowąż ze Sprowy, woj. bełski, ruski, st. samborski, † 1513, 2. 1516 lub 1517 Mikołaj z Zakliczyna Jordan, kaszt. wojnicki, wielkorządca krak., † 1521 | Barbara z Jarosławia † po 1536; ∞ przed 1490 Jakub ze Szczekocin i Dębna, † po 1536 | Rafał III Jarosławski kaszt. przemyski 1501, † 1508 ∞ przed 1497 Barbara, c. Macieja z Bnina Mosińskiego, woj. poznańskiego i st. Generalnego wielkopolskiego, † po 1508                                                           | Anna z Jarosławia † po 1531 ∞ przed 1497 Stanisław z Pilczy, st. gródecki. † 1527 |

| IV Pokolenie Jarosławskich                                | Rafał III Jarosławski kaszt. przemyski 1501, † 1507 lub 1508 ∞ przed 1497 Barbara, c. Macieja z Bnina Mosińskiego, woj. poznańskiego i st. Generalnego wielkopolskiego, † po 1508 |
| V Pokolenie Jarosławskich – syn Rafała III Jarosławskiego | Hieronim z Jarosławia, Jarosławski dworz. król. przed 1518, rycerz Grobu Pańskiego przed 1521, † 1521 ∞ 1518 Maryna, c. Abrahama Józefowicza, podskarbiego lit.                   |